# Astro Wah Lai Toi
Astro Wah Lai Toi is een Standaardkantonese televisiezender in Maleisië. De zender wordt beheerd door Astro. De zender gebruikt de Hongkongse stijl van televisie maken en vooral het voorbeeld van TVB. De zender bevat veel programma's die gemaakt zijn door TVB. Ook bevat het dingen die met Maleisië te maken heeft. De televisieseries op Astro Wah Lai Toi hebben vaak Maleisische en vereenvoudigd Chinese ondertiteling, die men kan instellen door het drukken van een knop.